# Guastatoya
Guastatoya (del náhuatl, significa punto donde acaba el frío y empieza el calor). Es la cabecera del departamento de El Progreso, en Guatemala. Se ubica en el oriente del país, a unos 74 kilómetros de la Ciudad de Guatemala. 
Durante la época colonial se le conocía como «Casa Guastatoya», por contar con una especie de parador donde hacían alto los viajeros que recorrían la ruta del Golfo hacia la costa del Mar Caribe o quienes iban en peregrinación a Esquipulas. Se encuentra a 73 kilómetros de la Ciudad de Guatemala.
Durante la época colonial fue parte del corregimiento de Chiquimula y tras la Independencia de Centroamérica en 1821, fue colocada en el circuito de Acasaguastlán del Distrito N.°4 (Chiquimula) para la administración de justicia por medio de juicios de jurados.  También fue escenario de sangrientas luchas consecutivas entre las fuerzas del gobierno conservador del general Rafael Carrera y la facción llamada «Los Lucios», quienes se alzaron en armas tras la renuncia del presidente Mariano Rivera Paz en favor de Carrera.
Tras el triunfo de la Reforma Liberal de 1871, el 10 de noviembre de 1871 fue agregado al Departamento de Guatemala, aunque poco después, el 24 de noviembre de 1873 se estableció el nuevo departamento de Jalapa, por Decreto número 107, y allí fue asignado Guastatoya.  Finalmente, fue asignado como cabecera departamento del nuevo departamento de El Progreso, el cual fue creado en 1908 como parte de las reformas administrativas del gobierno del licenciado Manuel Estrada Cabrera para mejorar la administración de la entonces recién terminada línea del ferrocarril interoceánico de Guatemala.  Aunque este departamento fue disuelto por el gobierno del presidente Carlos Herrera y Luna en 1920, fue creado nuevamente por el gobierno del general Jorge Ubico Castañeda en 1934.
En Guastatoya se encuentra el Parque Acuático homónimo, «Guastatoya».

## Toponimia
Muchos de los nombres de los municipios y poblados de Guatemala constan de dos partes: el nombre del santo católico que se venera el día en que fueron fundados y una descripción con raíz náhuatl; esto se debe a que las tropas que invadieron la región en la década de 1520 al mando de Pedro de Alvarado estaban compuestas por soldados españoles y por indígenas tlaxcaltecas y cholultecas.
El topónimo «Guastatoya» o «Huastatoya» se deriva de las voces provenientes de la lengua náhuatl «guaxhtl» (español: «morros») y «atoyac» ( español: «último»), y se traduce como «el punto donde se asoman los últimos morros».  Esto se interpreta como el lugar donde termina el frío y comienza el calor.
También se dice que Guastatoya puede provenir de «guaje», un árbol de la familia de las acacias, por lo que el nombre podría «significar río donde hay guajes».

## Geografía física

### Ubicación geográfica
Guastatoya está rodeada de municipios del departamento de El Progreso:
- Norte: San Agustín Acasaguastlán y Morazán
- Oeste: Sanarate
- Sur: Sansare
- Este: El Jícaro[8]

|                 | Norte: San Agustín Acasaguastlán Morazán |                 |
| Oeste: Sanarate |                                          | Este: El Jícaro |
|                 | Sur: Sansare                             |                 |

## Gobierno municipal
Los municipios se encuentran regulados en diversas leyes de la República, que establecen su forma de organización, lo relativo a la conformación de sus órganos administrativos y los tributos destinados para los mismos.  Aunque se trata de entidades autónomas, se encuentran sujetos a la legislación nacional y las principales leyes que los rigen desde 1985 son:
| N.º | Ley                                                | Descripción |
| --- | -------------------------------------------------- | --- |
| 1   | Constitución Política de la República de Guatemala | Tiene una regulación legal específica para los municipios en los artículos 253 al 262. |
| 2   | Ley Electoral y de Partidos Políticos              | Ley de carácter constitucional aplicable a los municipios en el tema de la conformación de sus autoridades electas. |
| 3   | Código Municipal                                   | Decreto 12-2002 del Congreso de la República de Guatemala. Tiene la categoría de ley ordinaria y contiene preceptos generales aplicables a todos los municipios, e inclusive contiene legislación referente a la creación de los municipios.             |
| 4   | Ley de Servicio Municipal                          | Decreto 1-87 del Congreso de la República de Guatemala. Regula las relaciones entra la municipalidad y los servidores públicos en materia laboral. Tiene su base constitucional en el artículo 262 de la constitución que ordena la emisión de la misma. |
| 5   | Ley General de Descentralización                   | Decreto 14-2002 del Congreso de la República de Guatemala. Regula el deber constitucional del Estado, y por ende del municipio, de promover y aplicar la descentralización y desconcentración económica y administrativa.                                |

El gobierno de los municipios está a cargo de un Concejo Municipal mientras que el código municipal —ley ordinaria que contiene disposiciones que se aplican a todos los municipios— establece que «el concejo municipal es el órgano colegiado superior de deliberación y de decisión de los asuntos municipales […] y tiene su sede en la circunscripción de la cabecera municipal»; el artículo 33 del mencionado código establece que «[le] corresponde con exclusividad al concejo municipal el ejercicio del gobierno del municipio».
El concejo municipal se integra con el alcalde, los síndicos y concejales, electos directamente por sufragio universal y secreto para un período de cuatro años, pudiendo ser reelectos.
Existen también las Alcaldías Auxiliares, los Comités Comunitarios de Desarrollo (COCODE), el Comité Municipal del Desarrollo (COMUDE), las asociaciones culturales y las comisiones de trabajo. Los alcaldes auxiliares son elegidos por las comunidades de acuerdo a sus principios y tradiciones, y se reúnen con el alcalde municipal el primer domingo de cada mes, mientras que los Comités Comunitarios de Desarrollo y el Comité Municipal de Desarrollo organizan y facilitan la participación de las comunidades priorizando necesidades y problemas.

## Historia

### Época precolombina
El área fue habitada desde la última fase del Preclásico, como lo prueban los restos arqueológicos encontrados en la zona del Motagua donde sus antiguos habitantes construyeron bóvedas, juegos de pelota, edificios con varias cámaras y labraron estelas sencillas. Algo importante de mencionar, es el descubrimiento del Vaso Esculpido de Guastatoya, cerámica Maya procedente del siglo VII de la era cristiana.[cita requerida]

### Época colonial
Durante el período hispánico, perteneció al corregimiento de Chiquimula.

### Tras la independencia de Centroamérica
La constitución del Estado de Guatemala promulgada el 11 de octubre de 1825 estableció los circuitos para la administración de justicia en el territorio del Estado;  en dicha constitución se menciona que Guastatoya pertenecía entonces al circuito de Acasaguastlán del Distrito N.°4 (Chiquimula) junto con Sanarate, Acasaguastlán, Tocoy, Magdalena, Agua Blanca, Chimalapa, San Clemente y San Agustín Acasaguastlán.
La región llamada Guastatoya fue escenario de sangrientas luchas consecutivas entre las fuerzas del gobierno conservador del general Rafael Carrera y la facción llamada «Los Lucios», quienes se alzaron en armas tras la renuncia del presidente Mariano Rivera Paz en favor de Carrera.

### Tras la Reforma Liberal: creación del departamento de Jalapa

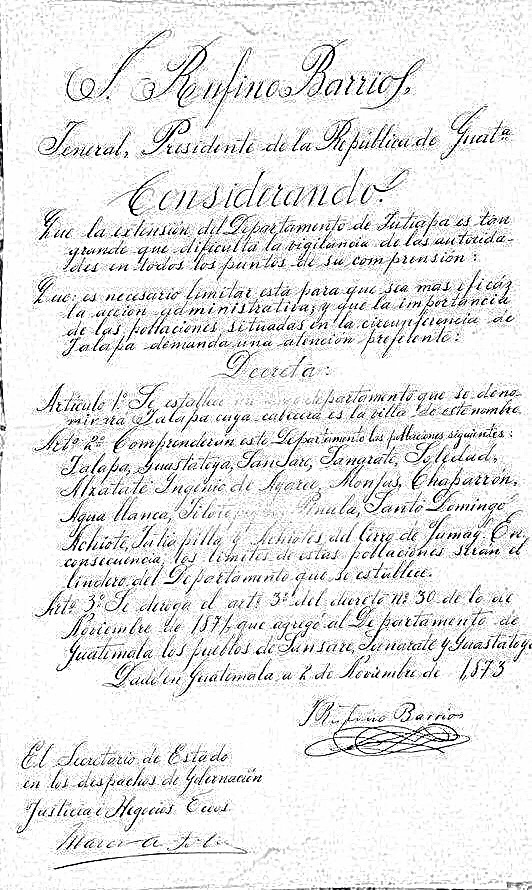
Facsímil del decreto de creación del Departamento de Jalapa en 1873.

Tras el triunfo de la Reforma Liberal de 1871, el gobierno de facto del presidente provisorio Miguel García Granados en el decreto N.º 30 del 10 de noviembre de 1871 agregó al Departamento de Guatemala los pueblos de Sansare, Sanarate y Guastatoya.  Sin embargo, esta cambio fue efímero, ya que el 24 de noviembre de 1873 se estableció el nuevo departamento de Jalapa, por Decreto número 107, siendo Presidente de la República de Guatemala el General Justo Rufino Barrios; Barrios creó el nuevo departamento debido a la gran extensión del departamento de Jutiapa, lo que dificultaba la vigilancia de las autoridades.  Guastatoya fue parte del nuevo departamento, junto con Jalapa, Sansare, Ingenio de Ayarce, Monjas, Chaparrón, Agua Blanca, Jilotepeque, Pinula, Santo Domingo, Achiote, Jutiapilla, y Achiotes del Cerro de Jumay.
Las tropas de Guastatoya formaron parte importante del intento del general Justo Rufino Barrios por reconstruir la Unión Centroamericana en 1885.

### Departamento de El Progreso
El decreto 683 del 13 de abril de 1908 del gobierno del licenciado Manuel Estrada Cabrera creó el Departamento de El Progreso.  El decreto de fundación decía que por la actividad comercial suscitada en los puntos por donde la vía férrea interoceánica pasara se requería la más próxima vigilancia de las Autoridades no solo para conservar el orden sino para encauzar las diversas corrientes del adelanto a un fin común se creó el departamento de El Progreso comprendiendo los siguientes Municipios: Cabañas, Acasaguastlán, Morazán, Sanarate, San Antonio La Paz, San José del Golfo, Guastatoya, Sansaria y las aldeas que están al noroeste de Chiquimula formando la mitad de dicho Municipio.
Conforme al servilismo acostumbrado de los gobiernos liberales guatemaltecos de nominar a poblados con el nombre del gobernante o de sus familiares cercanos, por decreto n.º 751 del 25 de diciembre de 1919, el consejo de Ministros dispuso que el departamento se denominara «Estrada Cabrera», conservando la cabecera departamental el nombre de El Progreso. Sin embargo, tras el derrocamiento de Estrada Cabrera en abril de 1920, el departamento se suprimió por el decreto gubernativo n.º 756 del 9 de junio de 1920 del gobierno de Carlos Herrera y Luna, por no llenar las aspiraciones que el gobierno tuvo en mira para su creación, volviendo los municipios que lo conformaban a los departamentos a que pertenecían, con excepción de Guastatoya que formó parte de Guatemala.
El gobierno del general Jorge Ubico emitió el decreto legislativo de 1965 del 3 de abril de 1934 por medio del cual se creó de nuevo el Departamento de El Progreso retornando nuevamente el municipio de Guastatoya al mismo. 
Hasta el gobierno del coronel Jacobo Arbenz Guzmán (1951-1954), el principal medio de transporte en Guatemala era el ferrocarril interoceánico, el cual era administrado por la International Railways of Central America (IRCA), subsidiaria de la United Fruit Company. El último año que IRCA reportó una ganancia fue en 1957.  En 1959, la carretera al Atlántico desde la Ciudad de Guatemala hasta Puerto Barrios fue inaugurada, lo que dio como resultado que los camiones obligaran al tren a reducir sus tarifas, además de que perdió mucha clientela.

## Costumbres y tradiciones
El Progreso es un departamento rico en tradiciones que se reflejan en la literatura folclórica como cuentos, leyendas e historias sobrenaturales.
Una de las características de la tradición oral de la región de El Progreso, es la excelencia en la narraciones en donde se encuentran antiguas versiones de leyendas históricas y míticas, especialmente animísticas de aparecidos y ánimas en pena, así como cuentos maravillosos de animales, de bobos e ingenuos y de bandidos mágicos, casi únicos en Guatemala.
En este territorio florecen dos tipos de narradores orales: Los llamados ancianos contadores que por su prodigiosa memoria se constituyen en archivos vivientes de literatura oral; existen quienes también manejan todo el universo literario tradicional. Se puede afirmar que en El Progreso existen los mejores narradores de historias orales de Guatemala.
Por la gran influencia española que tuvo este departamento desde la conquista, las abundantes cofradías que ejercían en esa época fueron sucumbiendo a finales del siglo XVIII, llegando en el siglo XIX a su más mínima expresión. Actualmente ya no existen, y los ritos religiosos católicos son acompañados por escasos y exiguos comités, ancianos o hermandades.
Durante las fiestas patronales, se acostumbran los jaripeos, peleas de gallos y carreras de cintas.

## Economía
La economía de El Progreso se basa en la producción agrícola de café, caña de azúcar, tabaco, maíz, frijol, o, achiote, tomate, vainilla, té de limón, algodón y frutas variadas.
El departamento de El Progreso por estar conformado por terrenos áridos y secos en gran parte de su territorio, tiene la característica de que los hombres con frecuencia abandonan el lugar para emigrar a la capital o hacia otros países en busca de mejores horizontes personales y familiares, por lo que las mujeres han optado por contribuir a la economía del hogar, trabajando en una agricultura de subsistencia y en la venta de productos comestibles en la carretera panamericana, así como en los mercados vecinales. El municipio con la mayor economía del departamento es Sanarate, seguido por Guastatoya y por San Agustín Acasaguastlán.
La producción artesanal del departamento es relativamente poca, pues solamente se encuentran tejidos de algodón en Guastatoya, Sansare y El Jícaro; cerámica en San Antonio La Paz, Sanarate, San Agustín Acasaguastlán y San Cristóbal Acasaguastlán; Cestería solamente en Sansare; Jarcia en San Antonio La Paz, Sanarate, Sansare y San Agustín Acasaguastlán; Muebles en Sanarate, Morazán, Sansare y El Jícaro; Instrumentos musicales solo en San Agustín Acasaguastlán; Imaginería en San Antonio La Paz; Artículos de palma en Morazán, Guastatoya, El Jícaro y San Cristóbal Acasaguastlán; Productos metálicos en Sanarate, San Agustín Acasaguastlán y San Cristóbal Acasaguastlán; Cuero en Sanarate y El Jícaro; Tul en Guastatoya y San Cristóbal Acasaguastlán; Pirotecnia en Sanarate Morazán, Sansare y el Jícaro

## Otras cabeceras departamentales
| Departamento | Cabecera       | Departamento  | Cabecera              | Departamento  | Cabecera      | Departamento   | Cabecera       |
| ------------ | -------------- | ------------- | --------------------- | ------------- | ------------- | -------------- | -------------- |
| Alta Verapaz | Cobán          | Baja Verapaz  | Salamá                | Chimaltenango | Chimaltenango | Chiquimula     | Chiquimula     |
| Jutiapa      | Jutiapa        | Quiché        | Santa Cruz del Quiché | Escuintla     | Escuintla     | Huehuetenango  | Huehuetenango  |
| Izabal       | Puerto Barrios | Jalapa        | Jalapa                | Petén         | Flores        | Quetzaltenango | Quetzaltenango |
| Retalhuleu   | Retalhuleu     | Sacatepéquez  | Antigua Guatemala     | San Marcos    | San Marcos    | Santa Rosa     | Cuilapa        |
| Sololá       | Sololá         | Suchitepéquez | Mazatenango           | Totonicapán   | Totonicapán   | Zacapa         | Zacapa         |